# Hulkinho do Tráfico
Jean Ferreira Leal, mais conhecido como Hulkinho do Tráfico (1994 ou 1995) é um garoto de programa e traficante brasileiro que atuava no Distrito Federal.

## Carreira
Hulkinho do Tráfico atuava como garoto de programa nos Setores Hoteleiros Norte e Sul e em festas LGBTQIA+ no Distrito Federal. Durante seus programas, ele vendia cocaína para clientes de alto poder aquisitivo. Ele também vendia para outros garotos de programa por aplicativos de celular. Um dos produtos que vendia era a cocaína "escama de peixe", mais pura e mais cara do que o normal. Seu apelido vem do Hulk, super-herói da Marvel.

## Prisões
Hulkinho já havia sido investigado pela Operação Rede, que levou a ex-capa da Playboy Pamela Pantera a prisão. Ele foi investigado por um mês pela Seção de Repressão às Drogas da 5ª Delegacia de Polícia, e em 21 de setembro de 2021, foi preso em flagrante pela Polícia Civil enquanto estava indo para uma padaria na 313 Norte com outras duas pessoas, entre elas o seu fornecedor. De acordo com a polícia, ele resistiu a prisão, apresentou-se com documento falso e foi encontrado portando grandes quantidades de cocaína e ecstasy. Dois dias depois, ele foi colocado em liberdade provisória por ausência de custódia.
Em 24 de novembro, Hulkinho foi preso pela Polícia Militar por intimar uma travesti com que faria programa se passando por um agente do Detran e em seguida a agredindo. Ele foi abordado na na W3, e foi preso por xingar os policiais, sendo liberado após assinar o Termo Circunstanciado de Ocorrência. Em 26 de novembro, foi preso novamente pela Polícia Militar no bar Hookah, Guará 2, por furtar o Celta de seu primo na Candangolândia. Ele precisou pagar fiança de R$ 50 mil. Jean alegou que pegou o carro com permissão do primo.